# Rogas varicarinatus
Rogas varicarinatus är en stekelart som först beskrevs av Cameron 1911.  Rogas varicarinatus ingår i släktet Rogas och familjen bracksteklar. Inga underarter finns listade i Catalogue of Life.